# 阿尔韦托·莫利纳
阿尔韦托·莫利纳（西班牙語：Alberto Molina，20世纪—），西班牙男子赛艇运动员。他曾代表西班牙参加世界赛艇锦标赛，获得二枚金牌和三枚铜牌，均来自轻量级项目。